# Constitución brasileña de 1934
La Constitución Brasileña de 1934, promulgada el 16 de julio de 1934 por la Asamblea Nacional Constituyente, fue redactada para organizar un régimen democrático, que asegure a la Nación, la unidad, la libertad, la justicia y el bienestar social y económico, según rezaba el propio preámbulo. Fue la que menos duró en toda la Historia de Brasil: solo tres años, aunque estuvo en vigor oficialmente solo un año (fue suspendida por la Ley de Seguridad Nacional). El cumplimiento estricto de sus principios nunca se llevó a cabo. Aun así, fue importante por institucionalizar la reforma de la organización político-social brasileña, sin excluir a las oligarquías rurales y con la inclusión de los militares, clase media urbana en el centro del poder.
La Constitución de 1934 fue consecuencia directa de la Revolución Constitucionalista de 1932, cuando tropas de São Paulo, incluyendo voluntarios, militares del Ejército y la Fuerza Pública, lucharon contra las fuerzas del Ejército Brasileño. Con el final de la Revolución Constitucionalista, la cuestión del régimen político salió a la luz, forzando de esta forma las elecciones para la Asamblea Constituyente en mayo de 1933, Cámara que aprobó la nueva Constitución que venía a sustituir a la Constitución de 1891, ya desfasada debido al dinamismo de la política brasileña. 
En 1934, la Asamblea Nacional Constituyente, convocada por el Gobierno Provisional de la Revolución de 1930, redactó y promulgó la segunda constitución republicana de Brasil, reformando profundamente la organización de la República Velha y realizando cambios progresistas. La Carta Magna de 1934 fue innovadora, pero duró poco. En 1937, una constitución ya lista fue otorgada por Getúlio Vargas, transformando al presidente en Dictador y el Estado "revolucionario" en autoritario.

## Contexto histórico
Después de la Revolución de 30, Brasil se mantuvo cuatro años con un "gobierno provisional". El Gobierno provisional acabó durando más tiempo que el Gobierno constitucional. La República Velha se extinguía, así como la Constitución de 1891, y, en su lugar, terratenientes y opositores de las oligarquías cafeteras intentaban construir una nueva república. El presidente electo de Brasil, en 1930, el paulista Júlio Prestes no pudo tomar posesión de su cargo y, en su lugar, lo asumió, el 3 de noviembre de 1930, Getúlio Vargas.
Una de las primeras medidas del "Gobierno provisional", encabezado desde noviembre de 1930 por Getúlio Vargas (dueño de grandes propiedades), fue nombrar interventores "de confianza" para varios estados, principalmente aquellos donde la oposición era fuerte. El estado de São Paulo fue uno de ellos y, en 1932, allí se produce la llamada Revolución constitucionalista, que exige a Getúlio Vargas la convocatoria de una Asamblea Nacional Constituyente.
Tal asamblea fue elegida en mayo de 1933 y abierta en noviembre del mismo año, con la tarea de dar al país una constitución que se adecuara a los "nuevos tiempos" y confiriera mayor poder de participación a las capas más bajas de la sociedad, antes castigadas por el régimen oligárquico.
El gobierno de Getúlio Vargas, que en el periodo de 1930 a 1934 había tomado medidas de emergencia para combatir la crisis internacional (como comprar y quemar sacas de café o controlar los sindicatos para que fueran dóciles al Gobierno y, con eso, evitar las tensiones sociales, práctica conocida como populismo), necesitaba ahora de una base legal que lo sostuviera y confirmara en el poder. Esa base sería la Constitución de 1934.

## Elaboración y promulgación
El "Gobierno Provisional" había creado, en 1933, una comisión de juristas, la "Comisión del Itamaraty", que recibió este nombre porque se reunía en el Palacio del Itamaraty, para elaborar un anteproyecto de Constitución que previera un poder ejecutivo federal fuerte y centralizador, al gusto de Getúlio Vargas. Sin embargo, la Constitución de 1934 acabó siendo descentralizadora y estatalizante, dando gran autonomía a los estados federados. Fueron extinguidos los senados provinciales, que jamás volvieron a existir.
Era evidente el cambio de clase dominante: antes, la oligarquía cafetera, ahora industriales, clase media y militares, excepto en Minas Generales y Río Grande del Sur donde PRM y PRR continuaban en el dominio de la política. La nueva constitución necesitaría reflejar eso. En Europa, los regímenes fascistas y autoritarios estaban en ascenso. La influencia de la constitución alemana de 1920 (a de la llamada "República de Weimar"), que establecía una república federalista con ejecutivo fuerte, fue muy grande. También la constitución de España de 1931 (que en la época era una república igualmente federalista) fue fuente de inspiración para los creadores de la carta brasileña (en su mayor parte, personas del propio Gobierno).
La Carta Magna de 34 fue elaborada y discutida en la Asamblea Nacional Constituyente, que fue inaugurada el 15 de diciembre de 1933. Estaba formada por 214 parlamentarios y 40 representantes más por los sindicatos, nombrados por el propio Gobierno. La reforma más importante acometida fue la modificación del sistema electoral, con sufragio secreto y voto extensivo a las mujeres. El resto de reformas fueron puramente preciosistas, como fue la modernización de las reglas ortográficas y la mención a "Dios" en el preámbulo, que centraron gran parte de los debates. Finalmente, el 15 de julio de 1934 se aprobaba la nueva Constitución y la Asamblea confirmaba a Getúlio Vargas en la Presidencia.

## Características de la Constitución de 1934
Casi todas las constituciones brasileñas han tenido inspiración extranjera. La Constitución de 1824 se inspiró en la Constitución francesa de 1814, que restauró la dinastía de los Borbones; la Constitución de 1891 se basó en la Constitución de Estados Unidos (hasta en el nombre, que pasó de Imperio a Estados Unidos de Brasil). La inspiración de la Constitución de 1934 vino de la alemana Constitución de Weimar; la Constitución de 1937 se inspiró en la Constitución polaca. Hasta la política del New Deal sirvió como referencia para algunos puntos. A fin de cuentas, la Constitución de 1934 fue una gran mezcla de principios liberales, autoritarios, estatalizantes, idealistas, utópicos y corporativistas.
La Carta de 1934, en lo que compete a la legislación laboral, es bastante progresista, con influencias claras de las ideas socialistas. En ella también aparece por primera vez el concepto de federalismo en Brasil, con estados autónomos en relación con la Unión, pero en la práctica eso no ocurrió, pues el gobierno Vargas promovió, por el contrario, la centralización del poder. Aun así, representó un avance muy importante, anhelado desde 1922, año de inicio de las revueltas de los grandes propietarios.
El mayor crítico de la Constitución de 1934 fue el presidente Getúlio Vargas y su parecer fue extremadamente negativo. La principal crítica hecha por Vargas a la Constitución de 1934 consistía en su carácter inflacionario, pues, se calculaba que, si todas las nacionalizaciones de bancos y de minas hubieran sido hechas y todos los derechos sociales previstos en ella fueran implantados, los costes para las empresas privadas, los gastos del gobierno y el déficit público se elevarían sobremanera. Por ejemplo, entre los grandes gastos a los que el Gobierno tendría que hacer frente, según la Constitución de 1934, en su artículo 138, era el de: socorrer a las familias de prole numerosa, que constituían la gran mayoría de las familias brasileñas de aquella época, compuestas por muchos hijos. 
La segunda crítica que el gobierno de Getúlio Vargas hacía a la Constitución de 1934, es de que ella, siendo liberal, no permitía una adecuado lucha contra la subversión. En las conmemoraciones del 10º aniversario de la Revolución de 1930, Getúlio Vargas, en su discurso del 11 de noviembre de 1940, expresó claramente sus críticas a la Constitución de 1934 con estas palabras:

Uma constitucionalização apressada, fora de tempo, apresentada como panaceia de todos os males, traduziu-se numa organização política feita ao sabor de influências pessoais e partidarismo faccioso, divorciada das realidades existentes. Repetia os erros da Constituição de 1891 e agravava-os com dispositivos de pura invenção jurídica, alguns retrógrados e outros acenando a ideologias exóticas. Os acontecimentos incumbiram-se de atestar-lhe a precoce inadaptação!
Getúlio Vargas

## Principales disposiciones

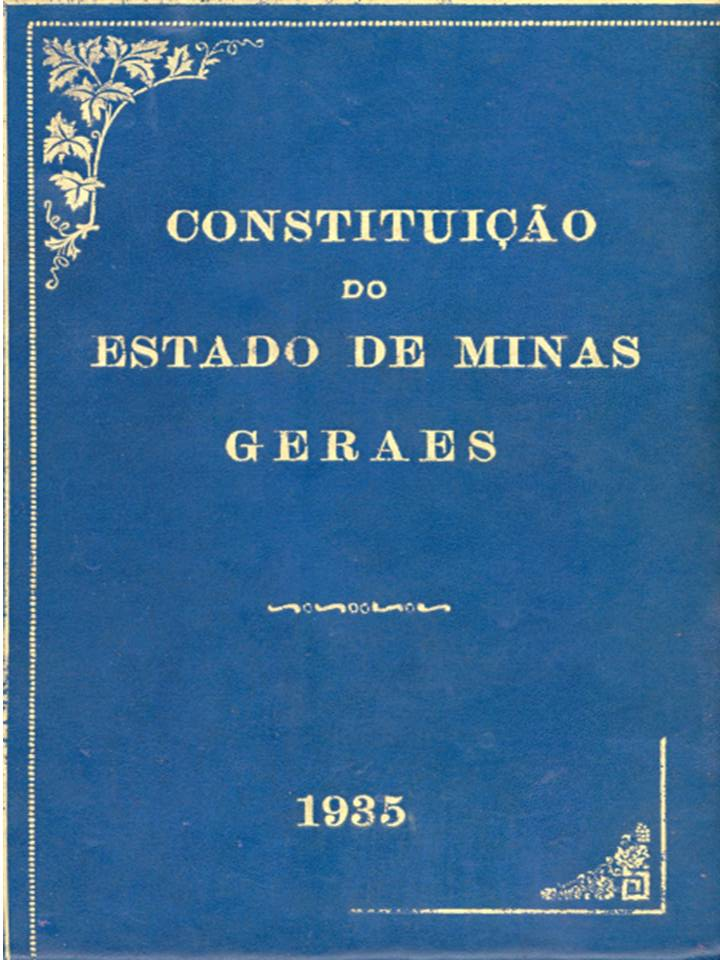
Después de la Constitución Federal cada estado promulgou su carta en los parámetros emanados por la Ley Mayor federal, a ejemplo, la imagen arriba muestra la Portada de la Constitución del Estado de Minas Generales promulgada en 30 de julio de 1935.

Considerada progresista para la época, la nueva Constitución:
- instituyó el voto secreto;
- estableció el voto obligatorio para mayores de 18 años;
- propició el voto femenino, derecho que ya había sido instituido en 1932 por el Código Electoral del mismo año;
- previó la creación de la Justicia del Trabajo;
- previó la creación de la Justicia Electoral;
- nacionalizó las riquezas del subsuelo y pozos de agua del país;

De sus principales medidas, podemos destacar que la Constitución de 1934:
- Prevé la nacionalización de los bancos y de las empresas de seguros;
- Determina que las empresas extranjeras deberán tener por lo menos 2/3 de empleados brasileños;
- Confirma la Ley Electoral de 1932, con Justicia Electoral, voto femenino, voto a los 18 años (antes era a los 21) y diputados clasistas (representantes de clases sindicales);
- Prohíbe el trabajo infantil, determina jornada de trabajo de ocho horas, reposo semanal obligatorio, vacaciones remuneradas, indemnización para trabajadores dimitidos sin justa causa, asistencia médica y dental, asistencia remunerada a la trabajadoras embarazadas;
- Prohíbe la diferencia de salario para un mismo trabajo, con ocasión de edad, sexo, nacionalidad o estado civil;
- Prevé una ley especial para reglamentar el trabajo agrícola y las relaciones en el campo (que no se llegó a aprobar) y reduce el plazo de aplicación de la usucapión a un tercio de los originales 30 años.

Con la Constitución de 1934, la cuestión social pasó a asumir un papel relevante en el país: derechos democráticos, participación popular en el proceso político; hasta el punto que las oligarquías agrarias se sintieron amenazadas -juntamente con la burguesía- por la creciente organización de los trabajadores brasileños y el avance de sus reivindicaciones. En esa coyuntura se registró la primera gran campaña nacional con la participación de la Prensa: el debate sobre el llamado Integralismo, movimiento antiliberal, antisocialista y autoritario, similar al fascismo italiano, de fuerte raigambre nacionalista.

A consecuencia de eso, el equilibrio era difícil y ya se preveía en aquella época que alcanzarlo iría a llevar tiempo a las nuevas fuerzas políticas brasileñas. En palabras del historiador Leemos Britto: 
"En lo que toca, sin embargo, a la estructura política del Estado, continuamos convencidos de que el nuevo Estatuto producirá en breve graves perturbaciones en el país, no solo en virtud del eclecticismo teórico adoptado, como de la dificultad de ejecución de muchos de sus raros principios."
 La Constitución de 1934 atendió los intereses de los antiguos grandes propietarios y políticos nacionalistas, en la medida en que promovió la modernización de las instituciones sociales (previendo, por ejemplo, la nacionalización de empresas extranjeras cuando fuera "necesario"); a los intereses de la oligarquía, que continuó presente y activa, principalmente en São Paulo y Minas Gerais; y hasta a los intereses de los integralistas, cuando establecía organizaciones sindicales subordinadas directamente al Gobierno.
En el general, la Constitución de 1934 no difirió mucho de su antecesora, la Constitución de 1891, ya que mantuvo a Brasil como una república democrática, liberal y federativa. Por eso, la prueba para una democracia moderna en Brasil tendría que esperar hasta 1946, cuando se aprobó la Constitución de 1946.